# スゴイツヨイトウフ
『スゴイツヨイトウフ』（英題：The Strongest TOFU）は、インディーゲームスタジオのゾウノアシゲームズが開発しPhoenixxより2024年10月2日に発売された横スクロールアクションゲーム。
豆腐を操作して各ステージのクリアを目指すという内容で、作品内には、豆腐にまつわる豆知識や豆腐の製造過程の映像なども含まれている。なお、10月2日という本作の発売日は、日本豆腐協会が制定した「豆腐の日」に合わせている。

## システム
ゲーム開始前に、操作する豆腐を以下の3種類から選ぶ。
- 高野豆腐 - 初心者向け。消費期限（ステージクリアまでの制限時間）がない。
- 木綿豆腐 - 中級者向け。高所から落下すると崩れる（ミスになる）。
- 絹豆腐 - 上級者向け。すべりやすい。高所から落下すると崩れる。

豆腐のアクションは、左右方向の移動と、力を溜めた後に方向を決めてジャンプする溜めジャンプがある。登場する敵の多くは、溜めジャンプで体当たりすると倒すことができる。通常ステージではゴール地点にある味噌汁入りの椀に飛び込めばクリア、ボスステージではボスを倒せばクリアとなる。
一部のステージには「厚」または「油」の文字が配置されており、触れるとそれぞれ厚揚げと油揚げに変身する。
- 厚揚げ - 巨大化し、ステージ内のブロックに溜めジャンプで体当たりすると破壊できる。
- 油揚げ - 平たくなり、溜めジャンプの高さが通常よりも上昇する。高所から落下しても崩れない。

本編とは別のミニゲームとして「とうふ工場」がある。これは、画面の右上から左下に向けて次々と流れてくる容器にタイミングよく豆腐を乗せていくという内容になっている。

## 開発
ゾウノアシゲームズの開発者のトモぞヴPはこれまで、ゲームをあまり遊ばない人を対象とした、いわゆるハイパーカジュアルゲームを手掛けてきたが、本作は、ボス戦やレベルデザインについて考慮し作品として筋の通ったものにするという方針を取っている。開発にあたっては、ゲームクリエイターの桜井政博がYouTubeで配信していたゲーム開発指南チャンネル「桜井政博のゲーム作るには」の内容を大いに参考にし、コンテストに提出する企画書の書き方、操作時の手ごたえ、無駄だと感じた部分の大幅なカット、音楽へのこだわりといったことなどを実践した。
プロトタイプが出来上がった時点で、トモぞヴPは小学館主催のゲームコンテスト「コロゲープロジェクト」に応募したが、コンペで落選した。その後、前述の「桜井政博のゲーム作るには」や先輩のデザイナーからのアドバイスなどを参考にして企画書を練り直し、2022年度にバンダイナムコスタジオのインディーゲームレーベル「GYAAR Studio」が主催した「第1回GYAAR Studio インディーゲームコンテスト」に応募し入賞、Phoenixxからの発売が決まった。
操作キャラクターを豆腐にしたのは、モデリングが不得意なトモぞヴPがプリミティブなモチーフ（3DCG制作においてモデリングの基本となる単純な形状の図形）で作ったらどうなるかと考えたことが理由の一つで、ほかに、豆腐のまま作り続けたらゲーマーに受けるんじゃないか、また、豆腐が主人公だったら審査員の印象に残るだろうという意図も働いている。一方、2018年にトモぞヴPがゲームソフトの『Marvel's Spider-Man』を遊んでいた時にバグが発生して操作キャラクターのスパイダーマンが豆腐のように表示され、その動画をTwitterにアップしたところ話題となったという出来事があり、その経験が「豆腐が戦うと面白い」というイメージの原点かもしれないと語っている。なお、トモぞヴPは開発期間中に豆腐に関する民間資格の「豆腐マイスター」を取得している。これは、稲作を題材としたゲームソフト『天穂のサクナヒメ』をトモぞヴPが遊んだ際に「コンセプトに向き合うにはここまでやらなければだめだったんだ！」と感銘を受けたことがきっかけとなっている。
楽曲を制作した永松亮は、本作の奇抜な作風とそれに反した堅実なゲーム性に触れて、音楽は沿うべきか争うべきかなどと思い悩んだ結果、何も考えずにひたすら遊んで頭に降りてきたものを信じるという手法を取ることにした。そして、遊び進める中で、昔からあるような「実家的安心感」を演出するためにあえてレトロな音を使うという考えに至った。
前述のように、ゲーム内の合間には、豆腐店で豆腐を製造する過程を撮影した映像が随所に挿入される。この店は、神奈川県逗子市にある「とうふ工房とちぎや」で、楽曲担当の永松が映画を撮るようなカメラを持ち込んで撮影を行った。また、ゲーム内で操作する豆腐は同店で販売されている「国安豆腐」がモデルで、実物を各方向から特殊撮影して質感を表現している。なお、ゲームの発売当初は店の情報を伏せていたためファンの間では「謎の豆腐屋」と呼ばれていたが、後に店の写真を撮っていく客が増えたという。